# Вака (язык)
Вака (также уака; англ. waka) — адамава-убангийский язык, распространённый в восточных районах Нигерии, язык народа вака. Входит в состав ветви леко-нимбари подсемьи адамава.
Численность носителей — 5000 человек (1992). Язык бесписьменный.

## Классификация
Согласно классификациям, представленным в справочнике языков мира Ethnologue и в «Большой российской энциклопедии», язык вака вместе с языками генгле, кумба, мумуйе, пангсенг, ранг и теме входит в состав подгруппы мумуйе группы мумуйе-янданг ветви леко-нимбари подсемьи адамава адамава-убангийской семьи.
В классификации Р. Бленча язык вака вместе с языками йенданг, йотти, бали, кпасам, теме, кумба и кугама-генгле (с вариантами кугама и генгле) образуют группу янданг (в терминологии Р. Бленча — йенданг), которая включена в состав языковой ветви мумуйе-йенданг подсемьи адамава адамава-убангийской семьи. Наиболее близки языку вака в этой классификации языки йенданг и йотти (йоти).
В классификации адамава-убангийских языков, опубликованной в базе данных по языкам мира Glottolog, язык вака вместе с языком йенданг и противопоставленным им языком теме образуют языковое объединение вака-йенданг-теме. Вместе с объединением языков бали-кпасам объединение вака-йенданг-теме образуют подгруппу янданг, которая последовательно включается в следующие языковые объединения: языки мумуйе-янданг, центрально-адамавские языки, камерунско-убангийские языки и северные вольта-конголезские языки. Последние вместе с языками бенуэ-конго, кру, ква вольта-конго и другими образуют объединение вольта-конголезских языков.
По общепринятой ранее классификации Дж. Гринберга 1955 года, язык вака (уака) включается в одну из 14 групп адамава-убангийской семьи вместе с языками кумба, мумуйе, генгле, теме, йенданг и зинна.

## Лингвогеография

### Ареал и численность
Область распространения языка вака размещена на востоке Нигерии в западной части территории штата Адамава — в районах Нуман и Демса.
С северо-востока ареал языка вака граничит с областью распространения джаравского языка биле, с востока — с областью распространения диалекта адамава северноатлантического языка фула. Со всех остальных сторон к ареалу языка вака примыкают ареалы близкородственных адамава-убангийских языков: с юго-востока — ареал языка генгле, с юго-запада — ареал языка теме, с запада и юга — ареал языка йенданг, с севера — ареалы языков кпасам и бали.
Согласно сведениям, представленным в справочнике языков мира Ethnologue, численность носителей языка вака к 1992 году составляла порядка 5000 человек. По современным оценкам сайта Joshua Project численность говорящих на языке вака составляет 9300 человек (2017).

### Социолингвистические сведения
В отношении степени сохранности, по данным сайта Ethnologue, язык вака относится к так называемым стабильным, или устойчивым, языкам. Стабильное положение данного языка определяется использованием его в устном бытовом общении представителями всех поколений народа вака, включая младшее. Стандартной формы у языка вака нет. Представители этнической общности вака в основном придерживаются традиционных верований (68 %), часть из них исповедует христианство (22 %) и ислам (10 %).